# گوردخمه برناج (فرهاد کن)
گوردخمه برناج (فرهاد کن) مربوط به دوره ساسانیان است و در شهرستان هرسین، روستای برناج واقع شده و این اثر در تاریخ ۱۰ دی ۱۳۸۱ با شمارهٔ ثبت ۷۰۰۰ به‌عنوان یکی از آثار ملی ایران به ثبت رسیده است.